# Axxis
Axxis is een Duitse metalband.

## Bezetting
- Bernhard Weiß (zang, tekstschrijver, producer)
- Harry Oellers (toetsen, tekstschrijver, producer)
- Marco Wriedt (gitaar)
- Rob Schomaker (basgitaar)
- Alex Landenburg (drums)

## Discografie

### Albums
- Kingdom of the night (1989)
- Axxis II (1990)
- The big thrill (1993)
- Matters of survival (1995)
- Voodoo vibes (1997)
- Pure and rough (1999)
- Back to the kingdom (2000)
- Eyes of darkness (2001)
- Time machine (2004)
- Paradise in flames (2006)
- Doom of destiny (2007)
- Utopia (2009)
- reDISCOver(ed) (2012) (coveralbum)
- Kingdom of the night II (2014)
- Retrolution (2017)
- Monster hero (2018)

### Video's
- 20 Years of Axxis (2011)
- 25 Years of rock & power (2015)